# Julián Bautista
Julián Bautista Cachaza (Madrid, 21 de abril de 1901 - Buenos Aires, 8 de julio de 1961) fue un compositor y director de orquesta español exiliado en Argentina, donde vivió desde 1940 hasta su muerte en 1961.

## Biografía
Julián Bautista nació en Madrid el 21 de abril de 1901 y comenzó sus estudios musicales en el Conservatorio Superior de Música de Madrid. Su maestro de composición fue Conrado del Campo. Comenzó a escribir desde muy joven y en el plazo de cuatro años ganó dos veces el premio de composición del centro anteriormente citado (1923 y 1926). Tuvieron mucho éxito su ballet Juerga (1929) y la Obertura grotesca (1932).
Fue uno de los miembros del Grupo de los Ocho integrado por Salvador Bacarisse, Fernando Remacha, Juan José Mantecón, Gustavo Pittaluga, Rosa García Ascot, Ernesto Halffter y Rodolfo Halffter.
Como muchos artistas españoles, se exilió debido a la dictadura de Francisco Franco, después de la caída de la República. Tras pasar una temporada en Francia y Bélgica, a los 39 años se afincó definitivamente en Buenos Aires (Argentina), en 1940.
Realizó obras corales (como El Cantar del Mío Cid, de 1947), así como piezas para piano solo, obras de cámara, canciones, música para cine y dos sinfonías (1956 y 1957). Falleció en Buenos Aires el 8 de julio de 1961.

## Obras

### Clásicas
| - Sonata para Piano y Violín, 1918–20 - Cuarteto para cuerdas, 1918–20 - Canciones sobre Poesías de Bécquer, 1918–20 - Dos Impresiones Sinfónicas, 1918–20 - Interior, un drama lírico de Maurice Maeterlinck, 1920 - La Flute de Jade, 1921 - Dos Canciones, 1921 - Juerga y Suite de Danzas, 1921 - Colores, 1921–22 - Primer Cuarteto de Cuerdas, 1922–23 - Sonatina-Trío, 1924 - Segundo Cuarteto de Cuerdas, 1926 - Tres Preludios Japoneses, 1927 - Preludio y Danza, 1928 - Suite all'Antica, 1932 | - Obertura para una Opera Grotesca, 1932 - Estrambote, 1933 - Primera Sonata concertata a Quattro, 1933–34 - Sonata a Tres, 1934–36 - Concierto para Piano y Orquesta, 1934–36 - Don Perlimpín, 1934–36 - Tres Ciudades, 1937 - Camino de la Felicidad, 1937–38 - Seconda Sonata concertata a Quattro, 1938–39 - Fantasía Española, 1945 - Catro Poemas Galegos, 1946 - Sinfonía breve, 1956 - Romance del Rey Don Rodrigo, 1956 - Segunda Sinfonía "Ricordiana", 1957 - Tercer Cuarteto de Cuerdas, 1958 |

### Otras obras
- Ay, Palomita, tango para voz y piano.
- La Dama Duende, suite sinfónica para orquesta y coro mixto utilizando la música de la película de igual nombre.
- Danzas populares argentinas para piano.

### Piezas musicales para cine y teatro
- 12 Fox Trot, para pequeña banda de jazz con piano.
- Canción y Danza, para soprano y orquesta (1942)
- Canzoneta, para acordeón, guitarra, percusión, violines, violonchelo, contrabajo, canto y piano.
- Fiesta, para coro mixto y cuerdas.
- La Guarda Cuidadosa, para un homenaje a Cervantes. (1947)
- Minuetto, para varios instrumentos sin especificar.
- Pavana, para piano
- Sevillanas, para canto y piano o guitarra.
- El Viejo Celoso, ("Baile y cantos finales"), para coro mixto, flauta, viola, guitarras y clavecín.(1947)

## Música de películas
- La dama del millón  (1956)
- Bacará  (1955)
- Pájaros de cristal  (1955)
- El cura Lorenzo  (1954)
- La pasión desnuda  (1953)
- Armiño negro  (1953)
- Un ángel sin pudor  (1953)
- Deshonra  (1952)
- No abras nunca esa puerta  (1952)
- Si muero antes de despertar  (1952)
- El pendiente  (1951)
- Café cantante (1951)
- Los árboles mueren de pie  (1951)
- Suburbio  (1951)
- La barca sin pescador  (1950)
- Mirad los lirios del campo (1949)
- Apenas un delincuente  (1949)
- Fascinación  (1949)
- María de los Ángeles  (1948)
- Por ellos... todo  (1948)
- Inspiración  (1946)
- El gran amor de Bécquer  (1946)
- La dama duende  (1945)
- Allá en el setenta y tantos  (1945)
- La fruta mordida (1945)
- Cuando la primavera se equivoca  (1944)
- Nuestra Natacha  (1944)
- Un atardecer de amor  (1943)
- Casa de muñecas  (1943)
- Los hombres las prefieren viudas  (1943)
- Cuando florezca el naranjo  (1943)
- Ceniza al viento  (1942)
- Sinfonía argentina  (1942)
- Concierto de almas  (1942)
- Mi cielo de Andalucía  (1942)
- Tú eres la paz  (1942)
- La maestrita de los obreros (1942)
- Canción de cuna  (1941)

## Música para teatro y cortos de cine
- La carroza del virrey, música para la obra teatral de Próspero Merimée, (1956).
- Doña Inés de Portugal, comentarios musicales para la comedia dramática de Alejandro Casona, (1955).
- La fruta mordida, partitura para orquesta, (1945).
- Historia de un cuadro, corto sobre la pintura de Pridiliano Pueyrredón.
- Pupila al viento, con "palabras rítmicas" de Rafael Alberti, (1949).
- La molinera de Arcos, para la obra de teatro de Alejandro Casona, (1947).

## Premios
- 1923 - Premio Nacional de Música (España).[1]
- 1926 - Premio Nacional de Música (España).[1]

La Academia de Artes y Ciencias Cinematográficas de la Argentina le otorgó el premio Cóndor Académico a la mejor partitura musical original en las siguientes oportunidades:
- 1943 por Cuando florezca el naranjo
- 1944 por Cuando la primavera se equivoca
- 1947 por Mirad los lirios del campo
- 1950 por  La barca sin pescador